# Великий пожар Рима

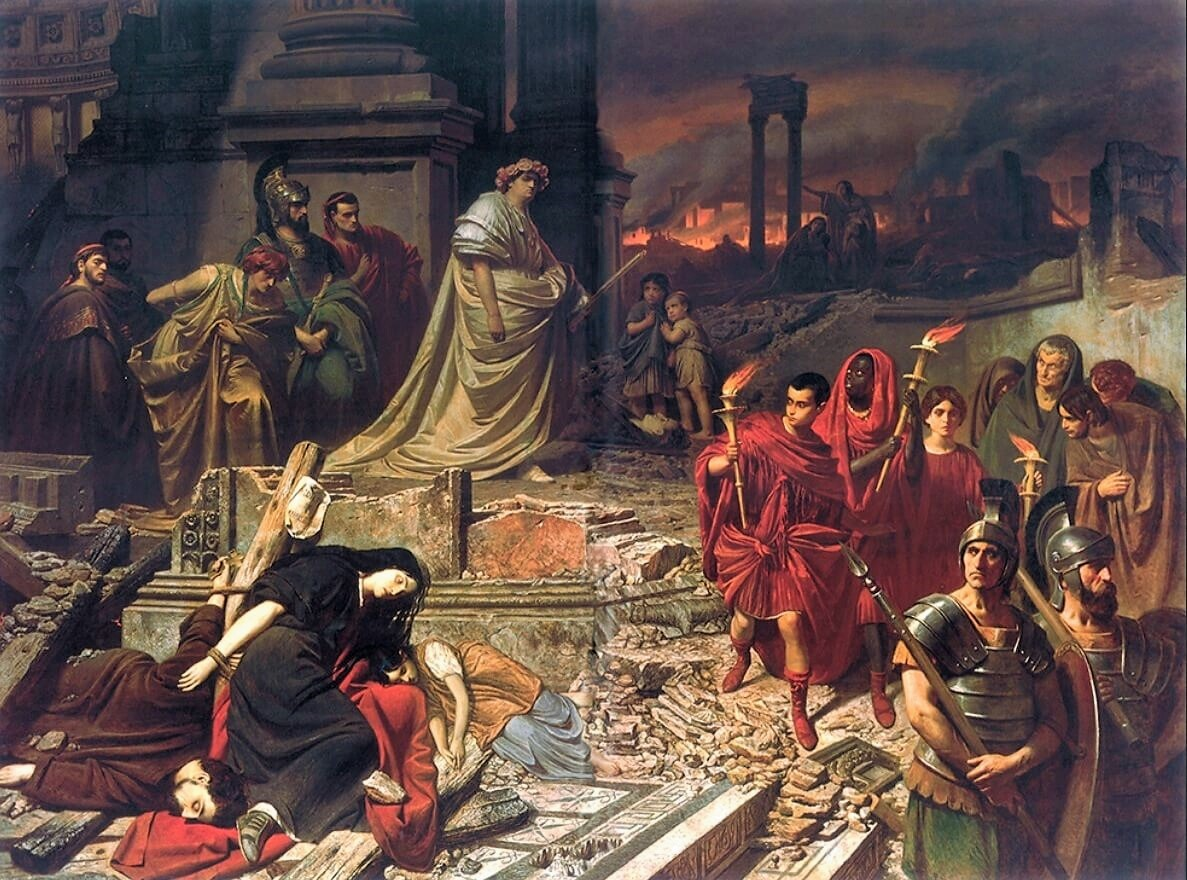
Карл Теодор фон Пилоти. Нерон смотрит на горящий Рим (ок. 1861)

Великий пожар Рима (лат. Magnum Incendium Romae) — пожар, опустошивший одиннадцать из четырнадцати кварталов Рима при императоре Нероне, в июле 64 года. Пожар начался в ночь с 18 июля на 19 июля в лавках, расположенных с юго-восточной стороны Большого цирка, к утру пламенем была охвачена бо́льшая часть города, и только через шесть дней удалось остановить распространение пламени.

## Свидетельства источников
Помимо официально зарегистрированных граждан там проживало огромное количество неучтённых рабов, сезонных рабочих из ближних провинций, а также мигрантов из стран, прилегающих к границам империи. Огонь распространялся очень быстро, этому способствовали искривлённые узкие улицы и огромные здания, которые также препятствовали движению толп, спасающихся от пожара. Полностью выгорела Священная улица с храмом Весты и многие другие здания.
Светоний говорит о том, что инициатором пожара был сам Нерон и что во дворах видели поджигателей с факелами. Согласно легендам, когда императору донесли о пожаре, он выехал в сторону Рима и наблюдал за огнём с безопасного расстояния. Место, откуда Нерон любовался пожаром упоминается как domestica scaena. По мнению различных историков это относится либо к башне Гая Мецената на Эсквилинском холме либо к сцене частного Театра Нерона. При этом Нерон был одет в театральный костюм, играл на лире и декламировал поэму о гибели Трои.
Однако современные историки более склонны полагаться на описание событий, данное Тацитом, пережившим пожар в детском возрасте. По его свидетельству, Нерон немедля отправился в Рим и за свой счёт организовал спасательные команды для спасения города и людей. Также, ещё во время пожара, он разработал новый план строительства города. В нём Нерон установил минимальное расстояние между домами, минимальную ширину новых улиц, обязал строить в городе только каменные здания, а также все новые дома строить таким образом, чтобы главный выход из дома был обращён на улицу, а не во дворы и сады.
Пожар бушевал шесть дней и семь ночей. После его окончания оказалось, что полностью выгорело четыре из четырнадцати районов города, а ещё семь весьма значительно пострадали. Нерон открыл для оставшихся без крова людей свои дворцы, а также предпринял всё необходимое, чтобы обеспечить снабжение города продовольствием и избежать голодных смертей среди выживших.
Для того чтобы восстановить город, требовались огромные средства. Провинции империи были обложены единовременной данью, что позволило в сравнительно короткие сроки отстроить столицу заново. Вскоре после пожара Нерон заложил Золотой дворец.

## Репрессии против христиан
Хотя, скорее всего, Нерон не имел к пожару никакого отношения, необходимо было срочно найти ответственных за пожар. И этими ответственными стали христиане (существует версия, что христиане были лишь одними из представителей восточных религий и культов, обвинёнными в поджоге, а не единственными). Через несколько дней после пожара христиан обвинили в поджоге города. По Риму прокатилась волна погромов и казней. Тацит описывает эти события так:

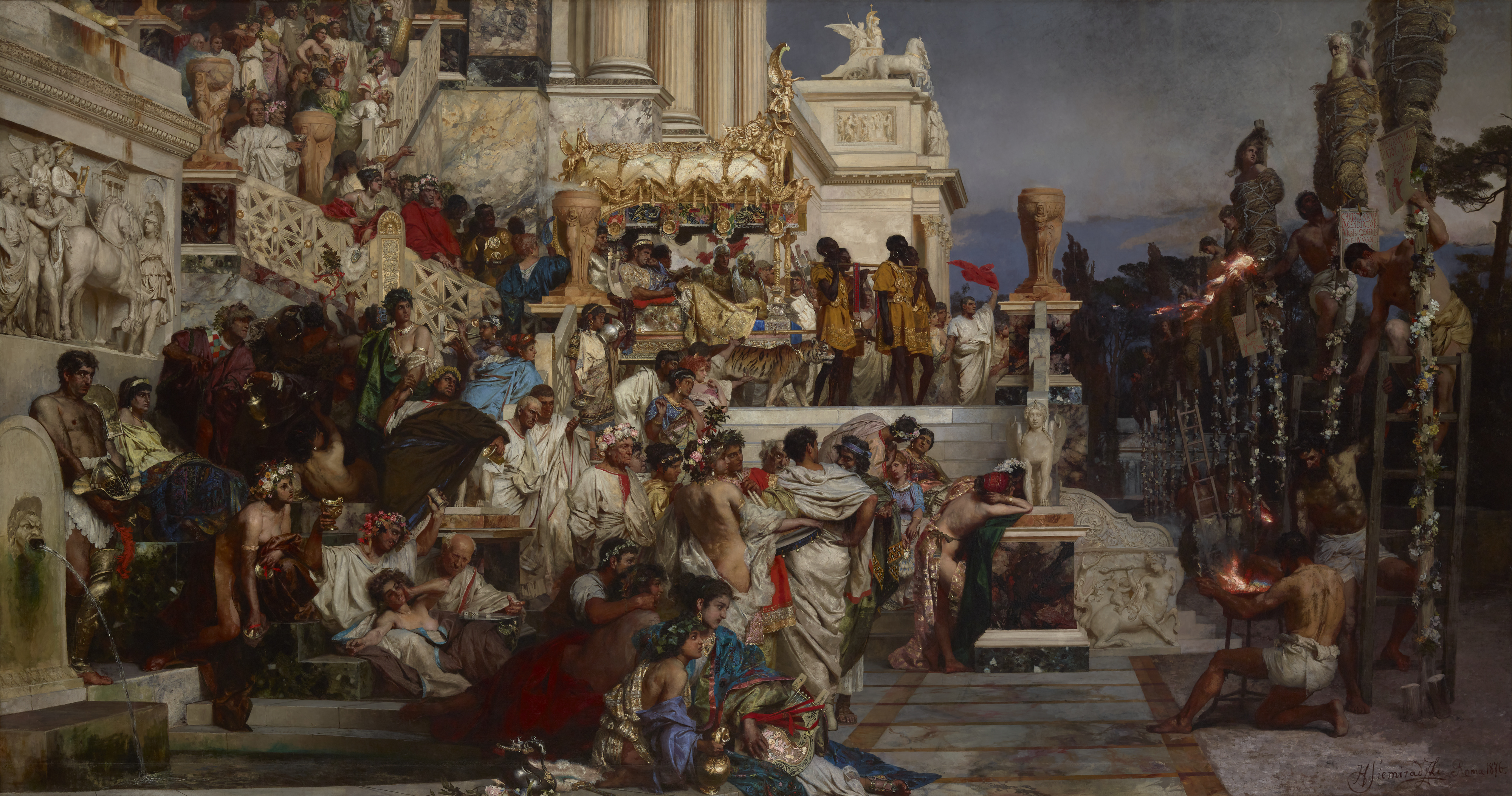
Генрих Семирадский. «Светочи христианства. Факелы Нерона» (1882)

И вот Нерон, чтобы побороть слухи, приискал виноватых и предал изощрённейшим казням тех, кто своими мерзостями навлёк на себя всеобщую ненависть и кого толпа называла христианами. Христа, от имени которого происходит это название, казнил при Тиберии прокуратор Понтий Пилат; подавленное на время это зловредное суеверие стало вновь прорываться наружу, и не только в Иудее, откуда пошла эта пагуба, но и в Риме, куда отовсюду стекается всё наиболее гнусное и постыдное и где оно находит приверженцев. Итак, сначала были схвачены те, кто открыто признавал себя принадлежащими к этой секте, а затем по их указаниям и великое множество прочих, изобличённых не столько в злодейском поджоге, сколько в ненависти к роду людскому. Их умерщвление сопровождалось издевательствами, ибо их облачали в шкуры диких зверей, дабы они были растерзаны насмерть собаками, распинали на крестах, или обречённых на смерть в огне поджигали с наступлением темноты ради ночного освещения.— Анналы, XV, 44

## Отражение в культуре
- Пожар Рима и последовавшие за ним казни христиан являются одними из центральных событий исторического романа Генрика Сенкевича «Камо грядеши» (1894—1896). В романе инициатором поджога Рима является Нерон. Та же версия упоминается в романе Лиона Фейхтвангера «Лже-Нерон» (1936).
- Пожар является важной сюжетной вехой в произведении Пера Лагерквиста «Варавва» (1950). Согласно автору, одним из непосредственных участников поджога Рима является введённый в заблуждение Варавва.
- Об организации Нероном пожара говорится в телесериале «Доктор Кто» в серии «Ад» (1965).
- О том, что Нерон поджёг Рим, говорится в советском телесериале «Большая перемена» (1973): Нестор Петрович рассказывает об этом своим ученикам на занятиях исторического кружка.
- В названии одного из широко известных приложений для записи («прожига») оптических компакт-дисков — Nero Burning ROM — использована игра слов — «Нерон сжигает Рим».

### Первичные источники
- Тацит. Анналы, XV, 38—44: текст на латинском и русском
- Светоний. Жизнь двенадцати цезарей, Нерон, 38: текст на латинском и русском
- Дион Кассий. Римская история, LXII, 16—18: текст на древнегреческом, английском и русском

### Вторичные источники
- Грант, Майкл. Глава 9. Великий пожар и христиане // Нерон. Владыка земного ада. — М.: Центрполиграф, 2003. — 336 с. — (Nomen est Omen). — 6000 экз. — ISBN 5-227-01895-2.
- Сизек, Эжен. Пожар в Риме // Нерон. — Ростов-на-Дону: Феникс, 1998. — 448 с. — (След в истории). — 5000 экз. — ISBN 5-222-00197-0.